# Delta Express
Delta Express fue una aerolínea de bajo costo que estuvo en actividades de 1996 a 2003 y era operada por Delta Air Lines. Tenía su sede en Atlanta, Georgia, aunque su base de operaciones estaba en el Aeropuerto Internacional de Orlando. Se enfocaba en el manejo de las rutas de esparcimiento entre Florida y el noreste de Estados Unidos, así como ciertas partes del medio oeste. Sus principales competidores eran otras divisiones de bajo costo de grandes aerolíneas como Continental Lite (operada por Continental Airlines) y  MetroJet (operada por US Airways) y los aérotransportistas de bajo costo como Southwest Airlines y JetBlue Airways. La flota de la compañía consistía en un solo tipo de avión, el Boeing 737-200, dispuesto totalmente en clase turista. No ofrecían dispositivos de entretenimiento durante el vuelo, ni servicio de alimentos. Delta Express fue reemplazada por Song en 2003, el nuevo nombre comercial de la división de bajo costo de Delta, que finalmente fue desmantelada en 2006.

## Imagen distintiva
La primera imagen distintiva de los aviones de Delta Express era semejante a la que utilizaba la aerolínea Delta Air Lines, pero con pequeños cambios, llevaba el nombre y el logotipo en la parte delantera del fuselaje. En 1998, la compañía cambió la imagen, la cola de los aviones fue pintada de azul marino y rojo y llevaba inscrita la palabra «Delta», la línea que va a lo largo del fuselaje también se pintó de azul marino y se añadió una línea de color rojo en la punta. El nombre y el logotipo se mantuvieron igual, excepto por la palabra «Express», que era de color rojo y utilizaba un tipo de letra diferente. Al final, la imagen de los aviones llevaba los colores rojo, azul marino y azul claro en la cola y la palabra «Express» cubría el fuselaje completo, la marca «Delta» y el logotipo se mantuvieron en la parte delantera del fuselaje.
Delta Express promovió a Las Chicas Superpoderosas, una serie animada de televisión de Cartoon Network Studios, pintando el exterior de uno de sus Boeing 737-200 con las figuras de los personajes: Bombón, Burbuja y Bellota. El vuelo inaugural tuvo lugar en el Aeropuerto Internacional Logan en Boston, Massachusetts, el 17 de julio de 2000. En 2002, el avión fue repintado con otro tema de Las Chicas Superpoderosas, para promover Las Chicas Superpoderosas:La película.

## Destinos
Delta Express voló hasta un máximo de 31 destinos nacionales en 18 estados que incluyeron Albany, Providence, Indianápolis, Pittsburgh, Kansas City, Hartford, Allentown, St. Louis, Milwaukee, Austin, Oklahoma City, Cleveland, Boston, Detroit, Nueva York (JFK, LGA y EWR) a ciudades como Orlando, Tampa, Jacksonville, West Palm Beach, Fort Myers y Fort Lauderdale.